# Scaphisoma pseudorufum
Espèce
Scaphisoma pseudorufum est une espèce de coléoptères de la famille des Staphylinidae et de la sous-famille des Scaphidiinae.

## Répartition et habitat
Cette espèce est décrite du Bengale-Occidental, dans le nord-est de l'Inde, mais également connue du Népal et de Thaïlande.